# Лоскунов, Николай Алексеевич
Никола́й Алексе́евич Лоскуно́в (4 мая [17 мая] 1911 года, Станиславово, Полоцкий уезд, Витебская губерния (ныне Шумилинский район, Витебская область) — 11 августа 1945) — подполковник, Герой Советского Союза (1945).

## Биография
Лоскунов, белорус по национальности, родился в крестьянской семье. После окончания семи классов школы стал рабочим. В 1930 году вступил в ряды Красной Армии. В 1931 году вступил в КПСС. В 1934 году Лоскунов окончил Киевскую военную школу связи, в 1941 году — Военную академию имени Фрунзе.
Лоскунов участвовал в советско-японской войне. На момент своего подвига подполковник Н. А. Лоскунов занимал должность заместителя начальника оперативного отдела штаба 15-й армии 2-го Дальневосточного фронта. 11 августа 1945 года он на самолёте связи должен был доставить боевой приказ в соединение, которое вело бой за город Фуцзинь (Китай): с ним у остальных частей не было связи, что привело к сложившейся тяжёлой обстановке. При посадке самолёт был подбит, а Лоскунов получил тяжёлые ранения, но успел добраться до штаба дивизии и наряду с приказом передать командиру соединения дополнительные сведения для облегчения овладения Фуцзиньским укреплением. Благодаря полученным сведениям советские войска достигли успехов на данном отрезке фронта. Умер от ран 11 августа 1945 года. Похоронен на западной окраине города Фуцзинь.
Звание Героя Советского Союза присвоено посмертно 8 сентября 1945 года.

## Награды и звания
- Герой Советского Союза[1][2]
- Орден Ленина[1]
- Медали

## Память
- В деревне Цевьи Шумилинского района, в которой Лоскунов жил и учился, установлена мемориальная доска[1].
- Имя Н. А. Лоскунова присвоено средней школе в аг. Никитиха Шумилинского района[4]
- Мемориальная доска в честь Героя Советского Союза Николая Лоскунова (2022). Установлена на здании средней школы в аг. Никитиха Шумилинского района, имя которого носит учреждение образования[5].